# لاک‌پشت رودخانه‌ای شمالی
لاک‌پشت رودخانه‌ای شمالی (نام علمی: Batagur baska) نام یک گونه از تیره لاک‌پشت‌های برکه‌ای اوراسیا است. این گونه بومی جنوب شرقی آسیا می‌باشد. این لاک‌پشت در اتحادیه بین‌المللی حفاظت از طبیعت یک گونه در معرض انقراض طبقه‌بندی شده‌است. لاک‌پشت رودخانه‌ای شمالی یک گونه بزرگ از لاک‌پشت‌های آب‌شیرین است که طول آن به ۶۰ سانتی‌متر و وزنش نیز به ۱۸ کیلوگرم می‌رسد. دامنه پراکنش این گونه شامل، بنگلادش، کامبوج، هند، اندونزی و مالزی است.این لاک پشت ها به جز برای تخم گذاری به ندرت آب را ترک می کنند.     